# Abdellatif Kechiche
Abdellatif Kechiche (Tunis, 7 december 1960) is een Frans-Tunesisch acteur, filmregisseur en scenarioschrijver.
Hij maakte zijn regiedebuut in 2000 met de film La Faute à Voltaire (Blame it on Voltaire), waarvoor hij ook het scenario schreef. Met L'Esquive won hij de César voor beste film en de César voor beste regisseur. Voor zijn film La Graine et le Mulet kreeg hij in 2007 ook de César voor beste film en de César voor beste regisseur evenals de Speciale Prijs van de Jury op het Filmfestival van Venetië. In 2013 kregen de twee hooldrolspeelsters Léa Seydoux en Adèle Exarchopoulos samen met Kechiche als regisseur voor de film La vie d'Adèle de Gouden Palm op het Filmfestival van Cannes. De twee acteurs lieten daarna in interviews echter weten niet meer met Kechiche te willen samenwerken vanwege zijn onacceptabele manier van werken, waarbij agressie en .

## Filmografie

### Acteur
- 1984: Le Thé à la menthe van Abdelkrim Bahloul
- 1987: Mutisme van Philippe Ayache
- 1987: Les Innocents van André Téchiné
- 1991: Bezness van Nouri Bouzid
- 1991: Un vampire au paradis van Abdelkrim Bahloul
- 1996: Marteau rouge van Béatrice Plumet
- 1997: Le Secret de Polichinelle van Franck Landron
- 2002: La Boîte magique van Ridha Behi
- 2007: Sorry, Haters van Jeff Stanzler

### Regisseur
- La faute à Voltaire (2000)
- L'Esquive (2003) (César voor beste film 2005)
- La Graine et le Mulet (2007) (Speciale Prijs van de Jury op het 64ste Filmfestival van Venetië & César voor beste film 2008)
- Vénus noire (2010)
- La vie d'Adèle (2013)
- Mektoub My Love: Canto Uno (2017)
- Mektoub My Love: Intermezzo (2019)

- Bibsys: 9067733
- Biblioteca Nacional de España: XX1796520
- Bibliothèque nationale de France: cb15028410m (data)
- Gemeinsame Normdatei: 130439282
- International Standard Name Identifier: 0000 0001 2141 6978
- Library of Congress Control Number: no2005046238
- Nationale Bibliotheek van Tsjechië: jo2007416083
- Nationale Bibliotheek van Israël: 987007333141705171
- Nationale Bibliotheek van Polen: a0000002745387
- Nederlandse Thesaurus van Auteursnamen: 313063788
- Istituto Centrale per il Catalogo Unico: UBOV678152
- SNAC: w6ws9vsw
- Système universitaire de documentation: 072510951
- Union List of Artist Names: 500333153
- Virtual International Authority File: 84193712
- WorldCat: E39PBJB8vtqMDPPkdjrWky6VG3